# Gregory Kosteck
Gregory William Paul Kosteck (Plainfield, 2 september 1937 – Sarasota, 27 december 1991) was een Amerikaanse componist en muziekpedagoog van Oekraïense afkomst. 

## Levensloop
Kosteck studeerde aan de Universiteit van Maryland in College Park en behaalde aldaar in 1959 zijn Bachelor of Music in muziektheorie en compositie. Daarna studeerde hij bij Leslie Bassett en Ross Lee Finney aan de Universiteit van Michigan in Ann Arbor en behaalde zijn Master of Music in muziektheorie, compositie/muziekgeschiedenis en piano in 1961. Met een studiebeurs uit het Fulbright-programma kon hij in 1962 en 1963 aan het Conservatorium van Amsterdam bij Ton de Leeuw en bij Jan Odé studeren. Zijn studie voltooide hij wederom aan de Universiteit van Michigan en promoveerde aldaar in 1964 tot Doctor of Musical Arts in compositie met zijn werk Rhapsody voor cello en orkest, in musicologie en piano. 
Hij werd in 1965/1966 docent aan het Washington and Jefferson College in Washington. Van 1966 tot 1973 was hij docent aan de East Carolina University in Greenville. Daar gingen ook twee van zijn opera's in première. Vervolgens was hij twee jaar docent aan de Appalachian State University in Boone. Toen volgden twee jaar (1974-1976) aan de Columbia-universiteit in New York. Aan de Universiteit van Tennessee in Knoxville doceerde hij in 1976 en 1977. 
Vervolgens was hij freelancecomponist en leraar in New York. Hij ontving verschillende nationale en internationale prijzen en onderscheidingen voor zijn composities zoals de prijs tijdens het Festival dei Due Mondi in Spoleto (Italië) (1965), in 1969 de compositieprijs tijdens de Internationale Koningin Elisabethwedstrijd in België, in 1972 de Concours Quatuor au Cordes Prix Internationale in Luik, in 1976 de Premio Internacional de Composición Óscar Esplá in Alicante (Spanje), in 1977 de Harvey Gaul Operaprijs, in 1978 een prijs tijdens het Internationale muziekfestival voor orkestmuziek in Costa Rica, in 1980 de New York State Arts Council Award, in 1981 een prijs tijdens de International Henryk Wieniawski Composers' Competition in Poznań en in 1982 een speciale prijs van de American Society of Composers, Authors and Publishers (ASCAP). Als gevolg van zijn ziekte (sids) kon hij vanaf het midden van de jaren 1980 haast niet meer componeren. 
Hij was gehuwd met Nancy Elizabeth Bender.

## Composities

### Werken voor orkest
- 1964 – Slow Piece, voor orkest
- 1966 – Three Lyric Pieces
- 1968 – Fantasy for Orchestra
- 1968 – Strophes
- 1968 – Symfonie nr. 1
- 1983 – The Enchanted Island, symfonisch gedicht voor tuba en orkest

#### Concerten voor instrumenten en orkest
- 1958 – Capriccio, voor piano en orkest
- 1959 – Concert nr. 1, voor viool en orkest
- 1960 – Adagio , voor altviool, hoorn en orkest
- 1964 – Rhapsody, voor cello en orkest
- 1965 – Variations, voor altviool en orkest
- 1967 – Concert Fantasy, voor viool, piano en orkest
- 1967 – Dubbelconcert, voor viool, piano en orkest
- 1972 – Concert, voor tenorsaxofoon en orkest
- 1977 – Concert, voor klarinet en orkest
- 1982 – Concert, voor cello, 16 solo strijkers en harp
- 1986 – Concert nr. 2, voor viool en orkest

### Werken voor harmonieorkest
- 1961 – Four Pieces, voor cello, harmonieorkest en 2 harpen
- 1964 – Elegy, voor harmonieorkest
- 1966 – Concert Music, voor harmonieorkest
- 1967 – Requiem, voor trombone en harmonieorkest
- 1970 – Cycles for Chamber Ensemble, voor piccolo, dwarsfluit, altfluit, hobo, althobo, 2 klarinetten, basklarinet, fagot, hoorn, trompet, trombone, tuba, 2 slagwerkers, piano, viool en cello

### Muziektheater

#### Opera's
| Voltooid in    | titel             | aktes           | première                                            | libretto                                                                     |
| -------------- | ----------------- | --------------- | --------------------------------------------------- | ---------------------------------------------------------------------------- |
| 1962-1963      | Vengeance is Mine | 2 bedrijven     |                                                     | Mary Eleanor Render                                                          |
| 1966; rev.1976 | Maurya            | 1 akte, 1 scène | 24 april 1968, Greenville, East Carolina University | van de componist, gebaseerd op John Millington Synge "The Riders to the Sea" |
| 1970           | The Stronger      | 1 akte          | 30 april 1970, Greenville, East Carolina University | naar August Strindberg gelijknamig toneelstuk                                |

### Vocale muziek

#### Cantates
- 1973 – Cantata 1973, cantate voor mannenkoor en koperblaasinstrumenten

#### Werken voor koor
- 1956 – Credo in the Style of Bach, voor gemengd koor en strijkorkest
- 1964 – A Christmas Lullabye, voor tweestemmig schoolkoor
- 1966 – Love Poems from Youth, voor gemengd koor en piano - tekst: van de componist
- 1968 – A Christmas history, voor gemengd koor en toetseninstrument
- 1968 – Prelude to Christmas, voor spreker, gemengd koor (SATB), orkest en brassband[4]
- 1968 – Refrains and Canons, voor vrouwenkoor (SSAA) en piano (of 4 klarinetten)[5][4]
- 1968 – I am a Tiger, voor unisono kinderkoor en piano[4]
- 1969 – Oratio Jeremiae Prophaetae, voor groot gemengd koor en 4 hoorns
- 1970 – Textures, voor vierstemmig mannenkoor (TTBB)
- 1977 – A Devotional Anthem, voor gemengd koor en orgel - tekst: Lorenzo Snow (1814-1901) en vanuit de psalmen
- Bloom is Result (A Madrigal), voor gemengd koor (SSATB) - tekst: Emily Dickinson

#### Liederen
- 1958-1959 – White Horses of the Sea, voor middenstem en piano
- 1962 – On the Late Massacre in the Piedmont, voor tenor en piano - tekst: John Milton
- 1964 – Five Songs, voor bariton en kamerensemble (piccolo, hobo, esklarinet, besklarinet, tenorsaxofoon, xylofoon, marimba, vibrafoon, piano, slagwerk, viool en contrabas) - tekst: Ogden Nash
- 1965 – Come Lovely and Soothing Death, voor alt, dwarsfluit en klarinet - tekst: Walt Whitman
- 1965 – Three Songs on Poems of Walter Savage Landor, voor sopraan en piano
- 1966 – Haloed, the Moon, voor mezzosopraan, piano, vibrafoon en celesta - tekst: C. Wiley
- 1966 – The Lamb, voor alt en altviool - tekst: William Blake
- 1967 – Five Songs, voor bariton en kamerensemble - tekst: Ogden Nash
- 1967 – O Powerful Eastern Star, voor bas en piano - tekst: Walt Whitman
- 1967 – Sing on, Sing On, voor sopraan en slagwerk - tekst: Walt Whitman
- 1969 – The Owl and the Pusseycat, voor mezzosopraan, bas, viool en contrabas
- 1973 – Adonai Roee (The Lord is My Shepherd), voor alt en blazersensemble - tekst: Psalm 23

### Kamermuziek
- 1958 – Strijkkwartet nr. 1
- 1959 – Adagio in C majeur, voor strijkkwartet
- 1959 – Variations, voor dwarsfluit en strijkkwartet
- 1960-1963 – Four Bagatelles, voor strijktrio (viool, altviool en cello)
- 1962 – Movements retrogrades, voor viool en piano
- 1963 – Dutch Fantasy, voor cello solo
- 1964 – Four Pieces, voor blaaskwintet (hobo, althobo, klarinet, hoorn en fagot)
- 1964 – Sonate nr. 1, voor viool en piano
- 1964 – Sonatine, voor viool en piano
- 1964 – Variations, voor klarinet en piano
- 1965 – Serenade, voor strijkkwartet
- 1965 – Trio nr. 1, voor viool, cello en piano
- 1965 – Trio, voor viool, altviool en cello
- 1966 – Elegies, voor viool, cello en piano
- 1966 rev.1969 – Music, voor koperblazers en slagwerk
- 1967 – Serenade, voor dwarsfluit (ook: piccolo en altfluit) en trompet
- 1968 – Chorale & Variations on Johann Sebastian Bach's "Es ist genug", voor trombonekwartet en pauken (optioneel)
- 1968 – Duo, voor cello en piano
- 1968 – Mini-Variations, voor tenorsaxofoon en piano
- 1968 – Three Pieces, voor althobo en klavecimbel
- 1969 – Clouds, voor strijkers, piano/celesta en (uitgebreid) slagwerk
- 1969 – Magic Music, voor blaaskwintet (dwarsfluit, hobo, klarinet, hoorn en fagot)
- 1969 – Music, voor orgel en 4 trombones
- 1969 – Reflections on a Theme of Schoenberg, voor dwarsfluit, trombone, cello en piano
- 1969 – Serenade, voor althobo en klavecimbel
- 1969 – Summer Music, voor hobo, klarinet en tenorsaxofoon
- 1969 – Strijkkwartet nr. 3
- 1970 – Fanfare, voor bassaxofoon en contrabas
- 1970 – Festival Fanfare, voor koperseptet (3 trompetten en 4 trombones)
- 1971 – Ecologue, voor cello en piano
- 1971 – Strijkkwartet nr. 4
- 1971 – Whisper of Time of the Cloud, voor slagwerk, trompet, klarinet, altviool en piano
- 1972 – Sonate nr. 4, voor viool en piano
- 1974 – Strijkkwartet nr. 5
- 1977 – Concert Music, voor koperkwintet (2 trompetten, hoorn, trombone en tuba)
- 1977 – Night Music, voor strijkkwartet
- 1978 – Serene Voices, voor 4 tuba's
- 1979 – Serious Developments, voor saxofoonkwartet
- 1980 – Music, A Design for Dance, voor altsaxofoon en piano
- 1980 – Music for Virginia, voor tenorsaxofoon en piano
- 1981 – Fireflies: Concert Study, voor sopraansaxofoon, cello en piano
- 1984 – Five Little Pieces, voor viool, altviool en cello
- 1986/1989 – Piano Quintet: To the memory of a beloved friend (1951-1986), voor 2 violen, altviool, cello en piano
- Three Lollipops for Harold, voor saxofoonkwartet[6]
- Trio, voor viool, cello en piano

### Werken voor orgel
- 1967 – Dramatic Interlude
- 1967 – A Liturgy
- 1967 – Orgelfantasie

### Werken voor piano
- 1959 – First Suite
- 1959 – Four Epigrams
- 1961 – Sonate nr. 1
- 1961 – Sonate nr. 2
- 1969 – Music on a Note-Row by Alban Berg, voor piano vierhandig
- 1973 – Cantilena
- 1977 – Rhapsody

### Werken voor slagwerk
- ca 1976 – Counterpoint, voor slagwerkkwartet